# 梅氏燈鱂
梅氏孔燈鱂又名梅氏燈鱂，為輻鰭魚綱鯉齒目鯉齒亞目花鳉科的其中一種，被IUCN列為瀕危保育類動物，分布於非洲剛果河流域，體長可達2.3公分，棲息在沿岸植被生長的溪流、湖泊，屬雜食性(偏向肉食性)，生活習性不明。

## 擴展閱讀
維基物種上的相關：梅氏孔燈鱂